# Географія Сербії

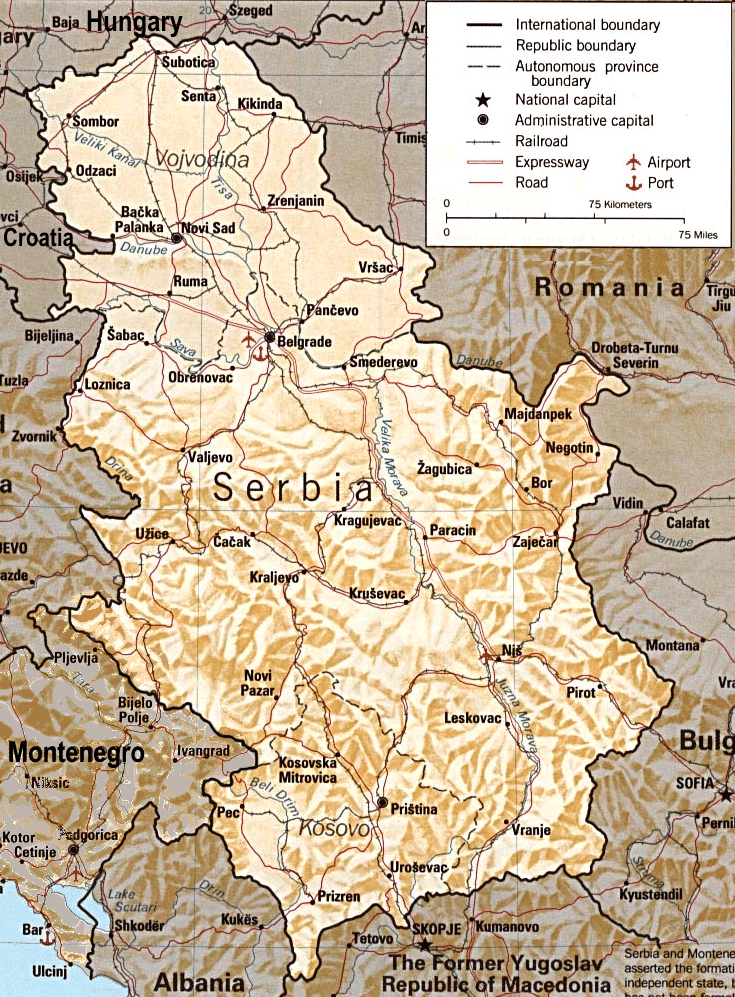
Карта Сербії

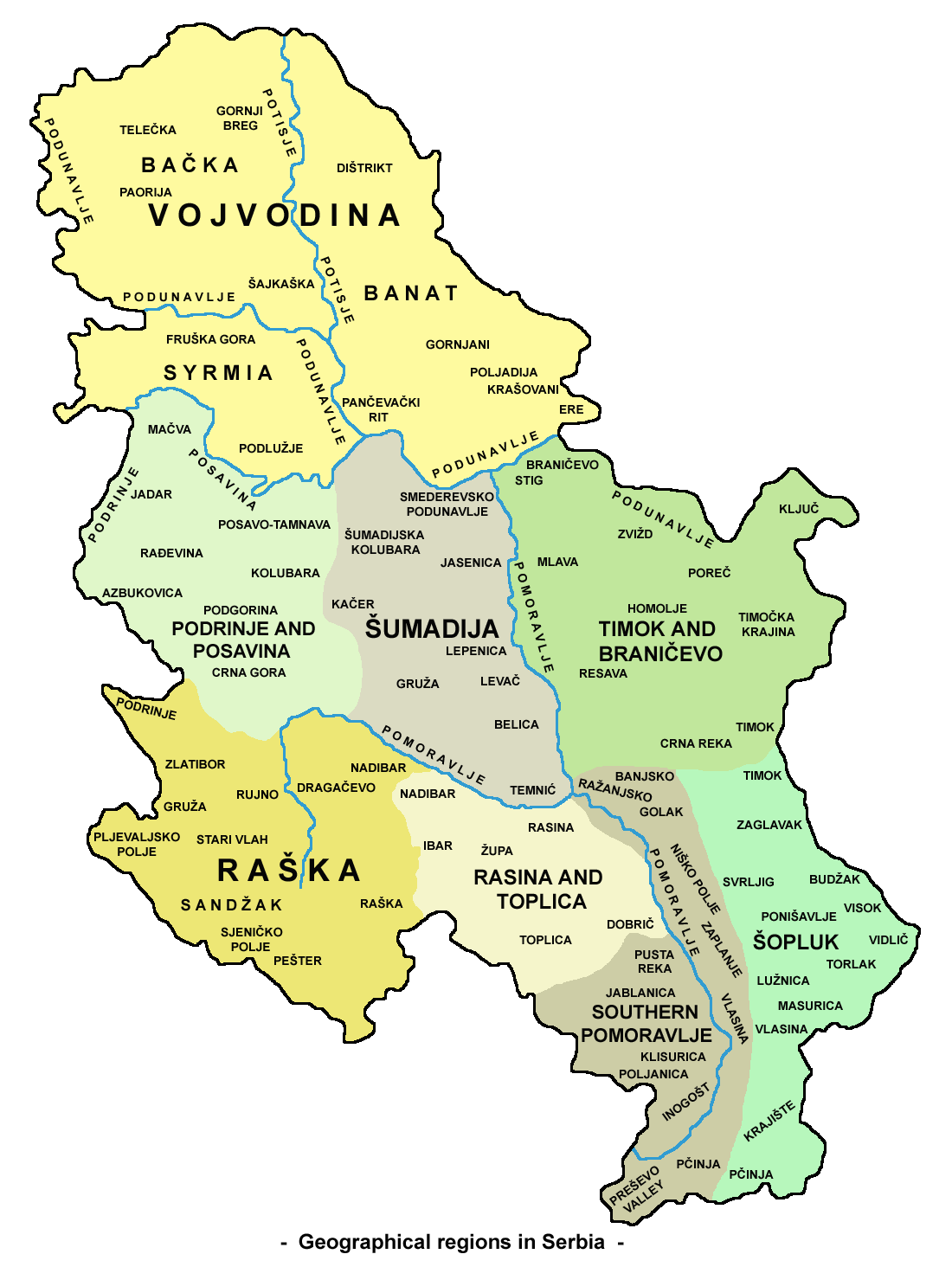
Регіони Сербії

Сербія — країна в південно-східній Європі на Балканах, середньодунайської низовини (Середня Європа).

## Назва
Назва країни Сербія (серб. Србија, Srbija; тур. Sırbistan) не має точного пояснення свого походження. Імовірно має індоєвропейський корінь *ser — стежити, захищати. Можна порівняти з іншими мовами лат. servare — зберігати, охороняти, захищати; давньоанглійське searu — зброя, броня; лит. sárgas — сторож. Ім'я лужицьких сербів у сучасній Німеччині має те саме походження.

## Розташування
80 % території Сербії лежать на Балканському півострові, 20 % займає Панонська низовина. Протяжність кордонів дорівнює 2027 км (з Румунією — 476 км, з Болгарією — 318 км, з Македонією — 221 км, з Чорногорією — 203 км, з Албанією — 115 км, з Боснією і Герцеговиною — 302 км, з Хорватією — 241 км, з Угорщиною — 151 км). Загальна протяжність кордонів становить 2397 км, з яких 680 км пролягають по річках.

### Крайні пункти
- Північна: 46 ° 11 'пн.ш. (поблизу Хайдуково (серб. Hajdukovo))
- Південна: 41 ° 52 'N (поблизу Драгашу в Косово) 42°14' N (Прешево (серб. Preševo))
- Східна: 23 ° 01'в. Д. (Косовиця, біля Димитровграда (серб. Dimitrovgrad))
- Західна: 18 ° 51'в. Д. (поблизу Бездана (серб. Bezdan) у Воєводині)

## Рельєф
Рельєф Сербії різноманітний. На півночі у Воєводині — родючі рівнини. На південному сході — стародавні гори. У центральній Сербії переважають пагорби і низькі гори.
Гори займають більшу частину Середньої Сербії та Косова. У Сербії виділяють 4 гірські системи. Динарське нагір'я займає велику територію на заході, тягнучись з північного заходу на південний схід. Стара-Планіна і Східно-Сербські гори знаходяться на сході, відділені від Дінарського нагір'я річкою Моравою. На півдні знаходяться стародавні гори — частина Ріла-Родопської системи. Вища точка Сербії — гора Джеравица (2656 м). 15 гір Сербії мають висоту більше 2000 метрів над рівнем моря.

## Клімат
Сербія знаходиться на Балканському півострові, оточеному теплими морями — Адріатичним, Егейським і Чорним. Іншим важливим чинником, що визначає сербський клімат, є рельєф. У Сербії переважає континентальний клімат на півночі, помірно-континентальний — на півдні і гірський клімат — у горах. Зими в Сербії короткі, холодні і сніжні, літо — тепле. Найхолодніший місяць — січень, найтепліший — липень. Середня температура — +10,9 °C. Середньорічна кількість опадів — 896 мм. Дощі найчастіше випадають в червні і травні.
Найсильнішими місцевими вітрами Сербії є:
- Кошава (холодний і сухий вітер на півночі країни).
- Северац (холодний і сухий північний вітер).
- Моравац (холодний і сухий північний вітер, що дме в долині річки Морави).
- Південний вітер (теплий і сухий південний вітер, що дме в долині річки Морави).
- Південно-західний вітер (теплий і вологий, дме з боку Адріатики переважно на Заході Сербії).

## Гідрографія
Велика кількість незабруднених поверхневих вод і безлічі джерел підземних природних мінеральних вод дає можливість для експорту та економічного розвитку. Однак широке використання і виробництво бутильованої води почалося лише недавно. Сербія володіє великим геотермальним потенціалом.

### Річки

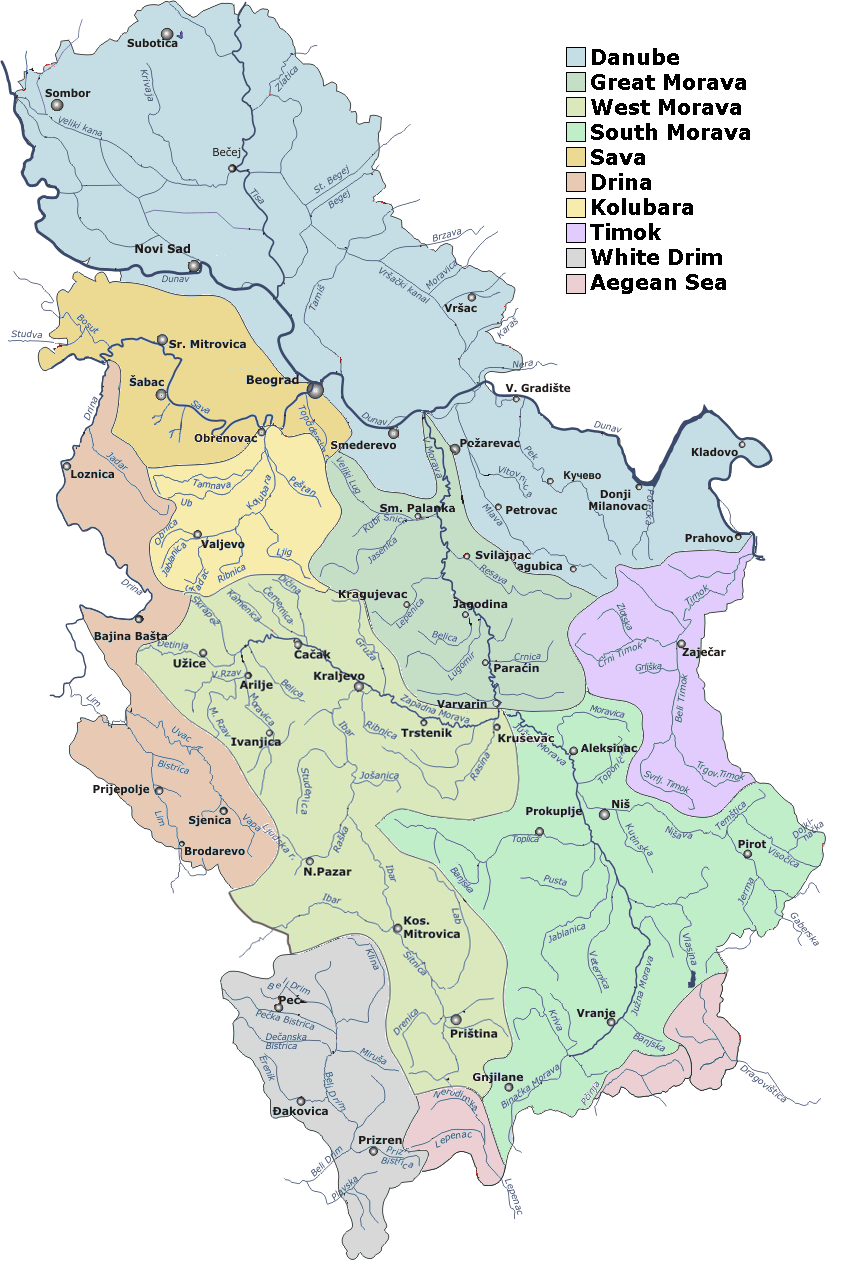
Головні річки Сербії та їхні стічні басейни

92 % території Сербії належить до басейну Дунаю і, відповідно, Чорного моря, 5 % — до басейну Адріатичного моря, 3 % — до басейну Егейського моря. Довжина Дунаю територією Сербії становить 588 км, по ньому проходить кордон з Румунією та Хорватією. Основні притоки Дунаю в Сербії — Тиса (тече з півночі), Сава (із заходу), Дрина (з півдня, природна межа з Боснією і Герцеговиною), Велика Морава (з півдня, повністю в Сербії).
| Річка           | Довжина в Сербії | Загальна довжина |
| --------------- | ---------------- | ---------------- |
| Дунай           | 588 км           | 2783 км          |
| Західна Морава  | 308 км           | 308 км           |
| Південна Морава | 295 км           | 295 км           |
| Ібар            | 272 км           | 272 км           |
| Дрина           | 220 км           | 346 км           |
| Сава            | 206 км           | 945 км           |
| Тімок           | 202 км           | 202 км           |
| Велика Морава   | 185 км           | 185 км           |
| Тиса            | 168 км           | 966 км           |
| Нішава          | 151 км           | 218 км           |
| Таміш           | 118 км           | 359 км           |
| Бегей           | 75 км            | 244 км           |

### Озера
Природні озера в Сербії невеликі, зустрічаються рідко. Більшість з них розташована у Воєводині. Зате в Сербії багато водосховищ. Найбільші з них — Джердап на Дунаї, Перучац на Дрині.

## Ґрунти
Сербія володіє різноманітним ґрунтовим покривом. У Воєводині знаходяться великі ділянки родючих чорноземних ґрунтів. У силу недостатньої зволоженості цього регіону присутні і засолені ґрунти. У гірських районах розвинуті бурі лісові, гірські лісові бурі і гірські лісові перегнійно-карбонатні ґрунти. Інтрозональні алювіальні ґрунти, поширені в долинах багатьох річок, відомі своєю родючістю.

## Рослинність
Основні типи природної рослинності Сербії: паннонський степ в межах Середньодунайської рівнини, хвойні, широколистяні й мішані ліси в горах. У Воєводині ліси рідкісні і зустрічаються тільки на горбистих грядах. Культурна рослинність Середньодунайської рівнини представлена значними за площею посівами кукурудзи, пшениці, цукрового буряку, соняшнику, льону, а також фруктовими садами і плантаціями хмелю, а в річкових долинах — посівами рису. Основні посіви пшениці і кукурудзи зосереджені у Воєводині. Сербія є великим виробником слив та інших плодів, ягід і винограду.
У горах Сербії нижній пояс зайнятий дібровами, а верхній — буковими лісами. Зустрічаються також змішані буково-дубові та буково-ялицеві ліси, а також чисті ялинники з ендемічної ялини сербської (Picea omorika) та смереки (Picea). До листопадних порід цієї області належать також берест (Ulmus), ясен (Fraxinus), клен (Acer), каштан (Castanea), горіх (Juglans regia), липа (Tilia), тополя (Populus) та верба (Salix).
|                                |                      |                   |              |               |
| Ялина сербська (Picea omorika) | Ліс на горі Црни врх | Парк в Пожареваце | Луки Шумадії | Ліс Зобнатица |

## Охорона природи
Захист навколишнього середовища в Сербії має давні традиції. Ще в XIV ст. цар Душан заборонив надмірну вирубку лісів. У Сербії розташовано 5 національних парків, найстаріший з яких парк Фрушка-Гора, заснований у 1960 році, а найбільший — Джердап (простягнувся на 100 км від Голубацу до Кладово на площі 630 км²). Всі вони входять до Європейської федерації національних парків (EUROPARC). Національний парк Джердап включає в себе грандіозну Джердапську ущелину. Два озера, Джердап і Срібне озеро, найпримітніші на сербській частині Дунаю. Фрушка-Гора розташована між ріками Сава і Дунай і являє собою лісистий пагорб на рівнині в провінції Воєводина. Загальна площа перевершує 220 км². Фрушка-Гора є привабливим туристичним об'єктом завдяки численним старим сербським монастирям. Цей регіон має давні традиції виноробства і відомий також як популярне місце для мисливців.